# Vanuatu na Letnich Igrzyskach Paraolimpijskich 2000
Vanuatu na Letnich Igrzyskach Paraolimpijskich 2000 w Sydney reprezentowało dwoje lekkoatletów, którzy nie zdobyli żadnego medalu. Był to debiut reprezentacji Vanuatu na igrzyskach paraolimpijskich.

## Wyniki

### Lekkoatletyka
Kobiety
| Zawodniczka     | Konkurencja        | Finał    | Finał   | Źródło |
| Zawodniczka     | Konkurencja        | Rezultat | Miejsce | Źródło |
| --------------- | ------------------ | -------- | ------- | ------ |
| Mary Mali Ramel | rzut oszczepem F44 | 18,99 m  | 5       | [ 2 ]  |

Mężczyźni
| Zawodnik       | Konkurencja        | Finał    | Finał   | Źródło |
| Zawodnik       | Konkurencja        | Rezultat | Miejsce | Źródło |
| -------------- | ------------------ | -------- | ------- | ------ |
| George Kalkaua | rzut oszczepem F58 | 28,06 m  | 6       | [ 3 ]  |